# Messier 92
Messier 92 sau M92 este un roi globular de stele situat în nordul constelației Hercule. A fost descoperit de Johann Elert Bode în 1777 și a publicat descoperirea în Jahrbuch pe 1779. În mod independent, roiul a fost redescoperit de Charles Messier, la 18 martie 1781 și l-a  adăugat, pe poziția 92 a catalogului său.
În 1783, William Herschel a reușit primul să discearnă stele în roi.

## Caracteristici
Roiul stelar M92 este situat la 26 700 de ani-lumină de Sistemul Solar și, prin urmare, este ceva mai departe decât vecinul său M13. Concentrația în stele a roiului în centrul său este foarte importantă, ajungând la circa 300.000 de mase solare. 
Potrivit diagramei Hertzsprung-Russell, este un pic mai mic decât roiurile globulare medii din Calea Lactee; vârsta sa a fost estimată la 12-14 miliarde de ani.
Este aproape tot atât de strălucitor ca și vecinul său M13, însă este mult mai compact.
Roiul se apropie de noi cu viteza de 110 km/s.

## Observare
Reperarea roiului este destul de dificilă. O metodă ar fi căutarea la nord-estul mijlocului segmentului care leagă stelele Iota și Eta din Constelația Hercule. Roiul este vizibil cu binoclul și are atunci aspectul unei pete albicioase difuze. Cu un telescop de 200 mm se pot discerne stele, în bune condiții.